# Вашук Олександр Миколайович
Олекса́ндр Микола́йович Вашу́к (нар.. 21 грудня 1980, м. Глухів, Глухівський район (нині — Шосткинського району) Сумська область, Українська РСР, СРСР — пом. 21 березня 2022, під Черніговом) — старший майстер-сержант Державної прикордонної служби України, учасник російсько-української війни, що загинув у ході російського вторгнення в Україну у 2022 році.

## Життєпис
Народився 1980 року у м. Глухові на Сумщині. Навчався у Глухівській загальноосвітній школі І—ІІІ ступенів № 4. Надалі закінчив Глухівське професійно-технічне училище. 
Проходив військову службу в одній з військових частин, яка була дислокована в м. Глухові. У 2005 році переведений на службу до Державної прикордонної служби. Був на посаді інспектора-кінолога першої категорії, мав звання майстера-сержанта. 
Загинув 21 березня 2022 року в боях з російськими окупантами поблизу м. Чернігова.
13 грудня 2023 року в актовій залі Глухівської міської ради орден загиблого матері полеглого воїна Ніні Вашук та удові Марії Вашук вручив заступник начальника 5-го прикордонного загону з персоналу полковник Сергій Любашевський. Міський голова Надія Вайло висловила слова вдячності та підтримки матері та вдові, а також дружині загиблого Олександра Поповченка.

## Родина
Залишились мати, дружина та 12-річний син.

## Нагороди
- Орден «За мужність» III ступеня (2022, посмертно) — за особисту мужність і самовіддані дії, виявлені у захисті державного суверенітету та територіальної цілісності України, вірність військовій присязі.